# Jérémy Clapin

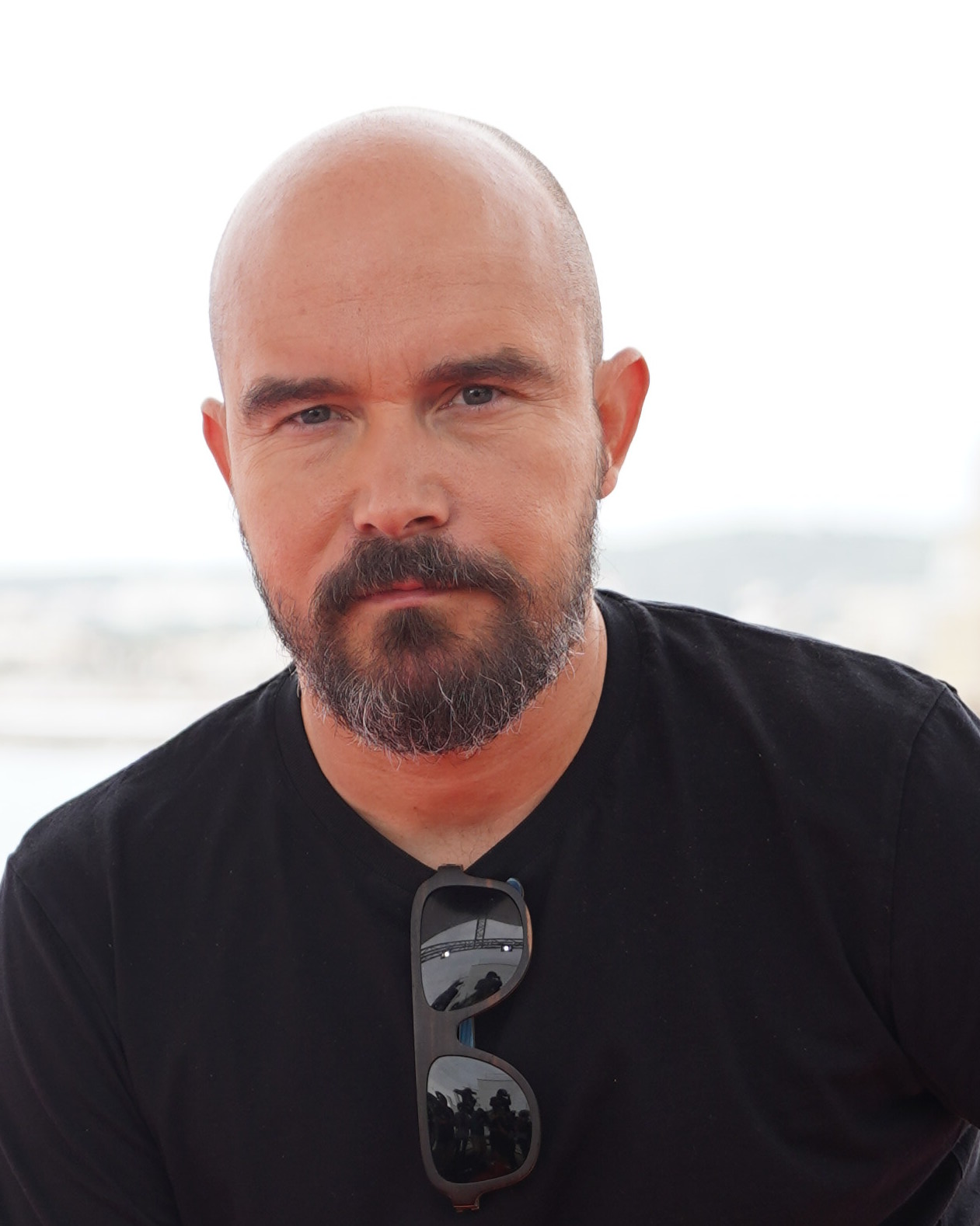
Jérémy Clapin

Jérémy Clapin (* 13. Februar 1974 in Paris) ist ein französischer Animator und Filmregisseur.

## Leben
Clapin studierte bis 1999 Animation und Illustration an der École nationale supérieure des arts décoratifs (ENSAD) in Paris, wobei er neben seinem Studium als Tennislehrer tätig war. Nach Ende seines Studiums, das er unüblich nicht mit einem Animationsfilm abschloss, war er zunächst als Illustrator und Animator tätig.
Im Jahr 2004 erschien sein erster Kurzanimationsfilm Une histoire vertébrale, eine Liebesgeschichte ohne Worte, bei der ein Mann und eine Frau mit ungewöhnlich verkrümmten Oberkörpern über Umwege zusammenfinden. Erste Skizzen zum Film hatte Clapin bereits während seiner Studienzeit gezeichnet, die eigentliche Arbeit am Film nahm rund zwei Jahre in Anspruch. Une histoire vertébrale, der in 3D animiert wurde, war 2005 für einen Cristal d’Annecy des Festival d’Animation Annecy nominiert. Auf dem Filmfest Dresden gewann er den Hauptpreis im Internationalen Wettbewerb Animation und wurde auf dem Hiroshima Kokusai Animation Festival mit dem Spezialpreis der Jury ausgezeichnet.
Clapins zweiter Kurzfilm Neben der Spur erschien 2008. Er behandelt das Thema Schizophrenie anhand eines Mannes, der glaubt von einem Meteoriten getroffen worden zu sein und nun stets 91 Zentimeter neben sich zu stehen. Der Film wurde mit 3ds Max und After Effects am Computer animiert, wobei Clapin nicht nur als Regisseur und Drehbuchautor, sondern auch als Animator fungierte. Neben der Spur lief auf zahlreichen Festivals und wurde unter anderem für einen César als bester Kurzfilm nominiert. Im Jahr 2009 war Clapin Mitglied der Kurzfilmjury des Festival du Film Francophone de Namur und gehörte 2010 der Jury des Festival d’Animation Annecy an.
Es folgten verschiedene Werbeclips unter anderem für Citroën und Roger Dubuis, und ein Musikvideo zum Titel Innocent der Gruppe Hundred Waters, bevor Clapin 2012 mit Das Entenmonster seinen dritten Kurzanimationsfilm realisierte. Erstmals benutzte Clapin zur Animation die freie Software Blender. In Das Entenmonster stand erneut eine ungewöhnliche Figur im Mittelpunkt der Geschichte, diesmal eine deformierte Ente, die von einem Jungen entdeckt wird, der mit seinem Vater auf Entenjagd geht. Der Junge freundet sich nach kurzer Zeit mit der Ente an. „Ich mag es, wenn das Sonderbare und Unheimliche plötzlich erträglich wird, und dann sogar im Mittelpunkt steht“, so Clapin in einem Interview 2018.
Produzent Marc du Pontavice wurde über Clapins Kurzfilme auf den Regisseur und Animator aufmerksam und gewann ihn für das Filmprojekt Ich habe meinen Körper verloren, der auf einem Roman von Guillaume Laurant beruht. Clapin schrieb mit Laurant das Drehbuch, fungierte als Regisseur und war auch an der Animation beteiligt. Die Animation wurde erneut mit Blender umgesetzt, wobei neben 3D- auch 2D-Animation genutzt wurde. Ich habe meinen Körper verloren erschien 2019 und war Clapins Langfilmregiedebüt. Der Film gewann zahlreiche Preise, darunter den Grand Prix Nespresso der Sektion „Semaine de la critique“ der Internationalen Filmfestspiele von Cannes 2019, sowie den Cristal d’Annecy für den besten Langfilm und den Publikumspreis des Festival d’Animation Annecy 2019. Im Jahr 2020 erhielt Clapin für den Film eine Oscar-Nominierung in der Kategorie Bester Animationsfilm.
2024 erschien sein Film Pendant ce temps sur Terre.

## Filmografie
- 2004: Une histoire vertébrale
- 2008: Neben der Spur (Skhizein)
- 2012: Das Entenmonster (Palmipédarium)
- 2019: Ich habe meinen Körper verloren (J’ai perdu mon corps)
- 2024: Pendant ce temps sur Terre

## Auszeichnungen (Auswahl)
- 2008: Goldene Taube der Internationalen Jury der Sektion Animation, Internationales Leipziger Festival für Dokumentar- und Animationsfilm, für Neben der Spur[8]
- 2009: Goldener Reiter der Jugendjury und internationaler Publikumspreis, Filmfest Dresden, für Neben der Spur[9]
- 2009: SWR-Publikumspreis, Internationales Trickfilm-Festival Stuttgart, für Neben der Spur[10]
- 2009: Nominierung César, Bester Kurzfilm, für Neben der Spur
- 2019: Grand Prix Nespresso der Sektion „Semaine de la critique“, Internationale Filmfestspiele von Cannes 2019, für Ich habe meinen Körper verloren
- 2019: Cristal d’Annecy für den besten Langfilm und Publikumspreis, Festival d’Animation Annecy, für Ich habe meinen Körper verloren
- 2019: Bester  Animationsfilm, New York Film Critics Circle Award, für Ich habe meinen Körper verloren
- 2019: Preis Beste Animation, Los Angeles Film Critics Association Awards, für Ich habe meinen Körper verloren
- 2019: Nominierung Prix Louis Delluc, Bestes Erstlingswerk, für Ich habe meinen Körper verloren
- 2019: Nominierung Europäischer Filmpreis, Bester Animationsfilm, für Ich habe meinen Körper verloren
- 2020: Oscar-Nominierung, Bester Animationsfilm, für Ich habe meinen Körper verloren
- 2020: Nominierung Annie Awards, Best Animated Independent Feature, Beste Regie, Bestes Storyboard, Bestes Drehbuch, für Ich habe meinen Körper verloren
- 2020: Nominierung Prix Lumières, Beste Regie, Beste Filmmusik, Bester Animationsfilm, für Ich habe meinen Körper verloren